# 布瓦西莱勒里
布瓦西莱勒里耶（法語：Boissy-l'Aillerie）是法国法兰西岛大区瓦勒德瓦兹省的一个市镇，属于蓬图瓦兹区北塞尔吉县。该市镇2009年时的人口为1,816人。

## 人口
布瓦西莱勒里耶人口变化图示
| 数据来源：INSEE |